# Äkta äktenskap (förening)
Äkta äktenskap rf (finska Aito avioliitto ry) är en finsk registrerad förening som arbetar för att upphäva möjligheten till samkönat äktenskap i Finland. Föreningens styrelse består av 6 medlemmar och en suppleant.
Vid sidan av sina fullständiga medlemmar, har föreningen också anhängare som har offentligt givit sitt stöd till föreningen och dess vision. Dessa anhängare är inte nödvändigtvis medlemmar i föreningen, och i dem ingår t.ex. riksdagsledamöter Peter Östman (kd), Sari Tanus (kd), Mika Niikko (sannf) och Juha Mäenpää (sannf), längdskidåkaren Juha Mieto och tonsättaren Pekka Simojoki.

## Historia och medborgarinitiativ
Äkta äktenskap började som en Facebook-grupp hösten 2014 då lagen om samkönat äktenskap hade godkänts. Det primära syftet var att börja en namninsamling för ett medborgarinitiativ som skulle upphäva lagen om samkönat äktenskap. Det grundande mötet hölls i december.. Föreningen intogs i föreningsregistret den 29 januari 2015 med Vanda som sätesort.
Föreningen började samla in namn i mars 2015. Evenemanget för namninsamlingen ordnades på vetenskapscentret Heureka. Evenemanget bevistades av representanter från likadana organisationer i Frankrike och Estland.. Slutligen fick initiativet 106 195 namnunderskrifter. Riksdagens talman tog emot initiativet sommaren 2016.
Riksdagens lagutskott föreslog att förkasta initiativet. Plenumet om initiativet höll inte den traditionella tidsgränsen (till kl. 22). Initiativet röstades ner i riksdagen med rösterna 120-48 den 17 februari 2017.

## Efter 2017
Sedan samkönat äktenskap blev lagligt i Finland den 1 mars 2017 har Äkta äktenskap fortsatt sitt arbete. Föreningen framhåller fortfarande sina ursprungliga åsikter: bl.a. att ett barn har rätten till en mamma och en pappa, och att det finns endast två kön. Föreningen påstår också att de som håller med om den traditionella definitionen av ett äktenskap har blivit marginaliserade och mobbade..
År 2019 exkluderades föreningen från Educa-mässan av OAJ (fackförbundet för utbildningssektorn) och Suomen Messut. Beslutet kom efter feedback från publiken. 2021 bestämde Diskriminerings- och jämställdhetsnämnden att föreningen hade blivit diskriminerad..